# Есима исконный путь
Есима исконный путь (каз. Есім ханның ескi жолы) — свод законов адата Ада́т — обычное право в традиционном обществе казахов, созданный в период правления Касым-хана (1511—1518, в качестве даты смерти также указываются  1521, 1523, 1524) принятый в Казахском ханстве в период правления Есим-хана (1598—1628).

## История
Для развития казахского государства были необходимы новые правовые реформы, которые в начале XVII века провёл Есим-хан. Новый свод законов сохранился в памяти народа как «Древний путь Есим-хана» (каз. Есім ханның ескі жолы). Также упоминается как старый и исконный.
Формально это было дополнением к старым законам. В правовом акте определялись полномочия хана, султанов, биев и батыров, а также их взаимные обязанности и права. Новые законы предусматривали разбор уголовных дел, материальные иски и положение женщин в обществе. «Древний путь» получил широкое признание в обществе, где нормы адата и шариата были оптимально сближены и обеспечивали надлежащее урегулирование общественных отношений кочевников-скотоводов. Юридическое закрепление в научной литературе именуется как «бийская революция», согласно которой хан, ограничив права аристократии, опирался на биев..
Высшей представительно-законодательной властью продолжал оставаться Маслихат (каз. Мәслихат), в состав которого входили все представители, предводители казахских общин и влиятельные султаны. На каждое заседание Маслихата собиралось огромное количество народа. Собрание проводилось раз в год. Полномочия хана в результате реформ начала XVII века были существенно ограничены.